# PARK3020
PARK3020 — публічний парк сучасної української скульптури, відкритий 2020 року в селі Стрілки, Львівський район. Засновник парку — меценат Ігор Кривецький, кураторка — Катя Тейлор. 

## Назва
За словами засновника парку Ігоря Кривецького, у його назві зашифрований 3020 рік:
|  | Назва 3020 — це назва 3020 року. Ми цей парк відкрили у 2020 році та зробили свій творчий посил на тисячоліття. Ми хочемо, щоб майбутнє покоління оцінило: що ми робили, як ми жили, за що хвилювались, за що переживали, які в нас були емоції. І це ми передаємо через скульптуру. |

## Історія
Парк відкритий у 12 вересня 2020 року в селі Стрілки, Львівський район меценатом та підприємцем Ігорем Кривецьким. Загальна площа парку — понад 16 гектарів, знаходиться на території комплексу Edem Resort Medical & Spa. Розробкою його концепції та відкриттям займалася агенція культурного менеджменту Port.Agency на чолі з Катею Тейлор.
Одразу ж після відкриття парк розпочав співпрацю з Йоркширським скульптурним парком (YSP) — найголовнішою інституцією презентації публічного мистецтва у Великій Британії.
У постійній експозиції PARK3020 представлені близько 40 робіт українських скульпторів, зокрема Назара Білика, Анни Звягінцевої, Олексія Золотарьова, Антона Логова, Анни Надуди, Богдана Томашевського та інших. Скульптури зроблені з каменю, металу, бетону та граніту.
За перший рік роботи у парку з’явилося 15 нових скульптур, 10 з яких зробили в рамках симпозіуму по каменю. Окрім того, в парк передали три скульптури з першого українського фестивалю скульптури Kyiv Sculpture Project, що проходили 2012 року в київському ботанічному саду: скульптури Жанни Кадирової, Степана Рябченка та українсько-ізраїльської групи GREVIS.
Скульптури в парку висвітлюють важливі суспільні та світові проблеми. Наприклад, скульптура «Саламандра» Богдана Томашевського схожа на ящірку або хребет Карпат, вона виготовлена з металевих конструкцій абстрактної форми. Ідея скульптури — звернути увагу на роль природи в технологічному світі.

## Команда
| Експертна рада - Катя Тейлор — керівниця культурних проектів, експертка сучасного мистецтва - Михайло Рева — Заслужений художник України, скульптор - Хелен Фебі — британська арт-менеджерка, кураторка парку скульптури Yorkshire Sculpture Park | Наглядова рада - Ігор Кривецький — засновник, ідеолог та візіонер парку; голова наглядової ради - Ольга Філатова — підприємиця - Ігор Воронов — підприємець, громадський діяч, меценат - Андрій Адамовський — підприємець, меценат - Василь Хмельницький — підприємець - Стелла Беньямінова — меценатка, колекціонерка |